# Три богатыря (франшиза)
«Три богатыря́» — российская приключенческая комедийная франшиза, куда входят полнометражные анимационные фильмы, повествующих о приключениях трёх самых известных богатырей — Алёши Поповича, Добрыни Никитича и Ильи Муромца. Мультфильмы были созданы анимационной студией «Мельница» и кинокомпанией «СТВ». Осенью 2008 года был выпущен сборник первых трёх частей от концерна «Союз». Начиная с 2010 года, фильмы этой серии стали выходить в составе сборников.
На середину 2023 года вышло двенадцать фильмов: «Алёша Попович и Тугарин Змей» (2004), «Добрыня Никитич и Змей Горыныч» (2006), «Илья Муромец и Соловей-Разбойник» (2007), «Три богатыря и Шамаханская царица» (2010), «Три богатыря на дальних берегах» (2012), «Три богатыря. Ход конём» (2015), «Три богатыря и морской царь» (2016), «Три богатыря и принцесса Египта» (2017), «Три богатыря и наследница престола» (2018), «Конь Юлий и большие скачки» (2020), «Три богатыря и Конь на троне» (2021), «Три богатыря и Пуп Земли» (2023), «Три богатыря и свет клином» (2025). В 2024 году вышел мультсериал «Три богатыря. Ни дня без подвига» (2024). Во франшизе также были выпущены дополнительные новеллизации, основанные на сиквелах, и компьютерные игры.
Франшиза получила неоднозначный приём критиков. Больше всего ругали частый выход новых частей, а также проблемы в анимации. Однако в настоящее время серия собрала более 135 миллионов долларов, что сделало его самым кассовым российским анимационным фильмом и одним из самых прибыльных российских фильмов за последние 10 лет.
Этот фильм, действие которого происходит в средние века, сочетает в себе историю ранней России, Беларуси и Украины, а также славянский и русский фольклор с более современными элементами, включая отсылку к Александру Пушкину и видеоиграм. В каждом из первых трёх фильмов фигурировал один из русских былинных богатырей: в первом — Алёша Попович, во втором — Добрыня Никитич, в третьем — Илья Муромец. Четвёртый фильм, «Три богатыря и Шамаханская царица», объединяет всех трёх богатырей — Алёшу Поповича, Добрыню Никитича и Илью Муромца — в один фильм и включает незабываемых помощников, таких, как говорящий конь Юлий, представленный в первом фильме. В отличие от трёх других анимационных фильмов, этот фильм также отсылает к русской литературе XIX века и знаменитой эпопее Александра Пушкина «Сказка о золотом петушке» (1834) с добавлением Шамаханской царицы.

## Создание

Главные герои франшизы, слева направо: Добрыня Никитич, Илья Муромец и Алёша Попович

После успеха мультфильмов «Приключения в Изумрудном городе» (1999) и «Карлик Нос» (2003) Александр Боярский, получив письмо от студента из Днепропетровска со сценарием о приключениях Алёши Поповича на современный лад, показал полученное письмо Сергею Сельянову. Идея понравилась обоим, и они решили перейти на русский фольклор. Мультфильм «Алёша Попович и Тугарин Змей» был снят Константином Бронзитом примерно за год и вышел в декабре 2004 года, когда российский кинорынок находился уже на подъёме. До него этого не делала даже студия «Союзмультфильм».
После этого фильм «Алёша Попович и Тугарин Змей» стал одним из самых кассовых мультфильмов России, и его часто стали показывать по каналам «РЕН ТВ» (на праздники), «СТС» (до 2015 года) и «Дом кино» (ежедневно). После «Алёши Поповича» Бронзит отказался снимать продолжение, но режиссёр Илья Максимов заявил, что будет новый «блокбастер» про богатыря. Узнав это, зрители просили вернуть коня Гая Юлия Цезаря, но Максимов твёрдо решил, что последнему в этом мультфильме не место. Зато обещали оставить Князя Киевского. Он также не окупился в прокате, при бюджете 3 млн $, собрав чуть большую сумму.
2 января 2007 года в программе «Спокойной ночи, малыши» по телеканалу «Россия», а потом и в кинотеатрах 16 марта показали мультфильм «Добрыня Никитич и Змей Горыныч». 27 декабря 2007 года состоялась премьера нового мультфильма уже об Илье Муромце, режиссёром которого был Владимир Торопчин, а 4 ноября следующего года он был показан на Первом канале.
После успехов трёх мультфильмов о богатырях было решено снять ещё несколько мультфильмов, со спин-оффом, где все три богатыря и другие персонажи, когда-либо появлявшиеся в первых трёх фильмах, объединятся. Это были Юлий, князь Киевский, жёны богатырей (Любава, Настасья Филипповна и Алёнушка), бабуля, Тихон, Змей Горыныч и ездовые животные богатырей (конь Бурушка, осёл Моисей и верблюд Вася). Новые мультфильмы стали показывать события, которых не было в былинах. Первым из них стал мультфильм «Три богатыря и Шамаханская царица» (2010), режиссёром которого стал главный монтажёр на студии, Сергей Глезин.
Следующие четыре части, вышедшие с 2012 по 2017 год, режиссировал Константин Феоктистов. В 2018 году к созданию девятой части («Три богатыря и наследница престола») вернулся Константин Бронзит. Режиссёрами десятого («Конь Юлий и большие скачки») и одиннадцатого («Три богатыря и Конь на троне») мультфильмов стали Константин Феоктистов и Дарина Шмидт. Режиссёром двенадцатой части («Три богатыря и Пуп Земли») стал Константин Феоктистов.
В 2024 году, к двадцатилетнему юбилею франшизы, был выпущен мультфильм «Три богатыря. Ни дня без подвига», состоящий из трёх историй о подвигах богатырей. Его премьера в кинотеатрах состоялась 20 июня 2024 года, а кассовые сборы составили 286 миллионов рублей.

## Мультфильмы
Действие происходит в Средние века на территории Киевской Руси во время правления Владимира Красное Солнышко (Князя Киевского). Каждый из мультфильмов имеет отдельный сюжет, но связан основными персонажами. Единственным персонажем, появившимся во всех мультфильмах, является Князь, которого озвучил Сергей Маковецкий.

### Алёша Попович и Тугарин Змей(2004)
Мультфильм создавался режиссёром Константином Бронзитом. Эта первая в России экранизация былины об Алёше Поповиче. Премьера мультфильма состоялась 23 декабря 2004 года, а 14 июля 2022 года мультфильм вышел в повторный прокат.
- Бюджет: $ 4 000 000
- Кассовые сборы: $ 1 752 000
- Съёмки: 11 июня — 22 июля 2004 года

### Добрыня Никитич и Змей Горыныч(2006)
Премьеру мультфильма огласили в 2005 году, а сняли через год.
- Бюджет: $ 4 500 000
- Кассовые сборы: $ 3 642 382
- Съёмки: 13 декабря 2005 — 4 февраля 2006 года.

### Илья Муромец и Соловей-разбойник(2007)
Премьера этого фильма состоялась 28 декабря 2007 года. Мультфильм должен был стать завершением трилогии о трёх богатырях, но было решено продолжать серию — кассовые сборы не только окупили мультфильм, но и с лихвой покрыли убытки от двух предыдущих частей. Телевизионная премьера состоялась на Первом канале 4 ноября 2008 года.
- Бюджет: $ 2 000 000
- Кассовые сборы: $ 10 000 000
- Съёмки: 15 июля — 24 сентября 2007 года

### Три богатыря и Шамаханская царица(2010)
Премьера состоялась 30 декабря 2010 года.
- Бюджет: $ 3 500 000
- Кассовые сборы: $ 20 000 000
- Съёмки: 23 октября — 29 ноября 2010 года

### Три богатыря на дальних берегах(2012)
Премьера мультфильма состоялась 27 декабря 2012 года.
- Бюджет: $ 3 500 000
- Кассовые сборы: $ 31 505 876
- Съёмки: 25 мая — 4 июля 2012 года

### Три богатыря: Ход конём(2014)
Премьера состоялась 1 января 2015 года.
- Бюджет: $ 3 500 000
- Кассовые сборы: $ 17 123 281
- Съёмки: 24 июля — 4 октября 2014 года

### Три богатыря и Морской царь(2016)
Премьера в России состоялась 1 января 2017 года.
- Бюджет: $ 4 000 000
- Кассовые сборы: $ 13 456 359
- Съёмки: 20 июня — 25 июля 2016 года

### Три богатыря и Принцесса Египта(2017)
Премьера состоялась 28 декабря 2017 года.
- Бюджет: $ 2 000 000
- Кассовые сборы: $ 13 722 267
- Съёмки: 22 мая — 30 июня 2017 года

### Три богатыря и Наследница престола(2018)
Премьера состоялась 27 декабря 2018 года.
- Бюджет: $ 1 000 000
- Кассовые сборы: $ 9 195 443
- 2019 Приз за лучший полнометражный фильм «Три богатыря и наследница престола» режиссёр Константин Бронзит.
- 2019 Икар (кинопремия) Приз в номинации «Фильм в прокате»[9].

### Конь Юлий и Большие скачки(2020)
Премьера состоялась 31 декабря 2020 года.
- Бюджет: $ 3 000 000
- Кассовые сборы: $ 4 767 386
- Приз за лучший анимационный фильм на «Золотой Орёл».
- Приз за лучший анимационный фильм на «Главный герой» 2021 года.

### Три богатыря и Конь на троне(2021)
Премьера состоялась 30 декабря 2021 года.
- Бюджет: $ 3 500 000
- Кассовые сборы: $ 7 156 441

### Три богатыря и Пуп Земли(2023)
Премьера состоялась 28 декабря 2023 года.
- Кассовые сборы: ₽ 1 164 548 872[11]

### Три богатыря. Ни дня без подвига(2024)
Премьера состоялась 20 июня 2024 года. Является не полноценным полнометражным мультфильмом, а сборником трёх эпизодов из мультсериала.
- Кассовые сборы: ₽ 286 187 140[13].

### Три богатыря. Ни дня без подвига 2(2025)
Премьера состоялась 12 июня 2025 года. Также является сборником трёх эпизодов мультсериала и продолжением предыдущего сборника.

### Три богатыря и Свет клином(2025)
Премьера состоится 25 декабря 2025 года.

### Будущее
Константин Бронзит рассказал о готовящемся мультсериале с простым названием «Три богатыря. Сериал», режиссёр мультфильмов «Алёша Попович и Тугарин Змей» и «Три богатыря и Наследница престола» заявил, что студия «Мельница» уже работает над ним и на данный момент запланировано семь эпизодов по 20 минут каждый. 15 сентября 2023 года в сети появился трейлер мультсериала. Премьера сериала состоится на КиноПоиске.
Запланированы релизы ещё двух частей франшизы Художественные фильмы — «Три богатыря и свет клином» и «Три богатыря. Город планеты 2D в 3D».

## Персонажи мультфильмов
- Алёша Попович — ростовский богатырь, главный герой первого фильма. Энергичен, немного глуповат, но зато весел, честен и очень смел в бою, хотя боится разной мистики и некоторых тягот в семейной жизни. У Алёши есть жена (в 1-м фильме невеста) — юная красавица Любава, конь Юлий и дядька Тихон. У Алёши понижен инстинкт самосохранения и чувство ответственности, при этом он среди троих богатырей самый быстроотходчивый после травм, отравлений и прочих физических и душевных потрясений.

Озвучивает: Олег Куликович
- Добрыня Никитич — богатырь, главный герой второго фильма. Умный, тактически подкованный, спокойный, рассудительный, дипломатичный, но немного подкаблучник. Добрыня женат на грозной, властной и довольно сильной Настасье и дружит со Змеем Горынычем. В седьмом фильме «Три богатыря и Морской царь» показаны сильные неурядицы с женой. Любит спать. С трудом просыпается, если солнце ещё не взошло. Среди всех троих богатырей больше всего ценит богатырское братство и любит своих боевых товарищей. Без промедлений и сомнений готов отдать за них свою жизнь.

Озвучивает: Валерий Соловьёв
- Илья Муромец — самый старший среди троих и самый умный. Главный герой третьего фильма. Русская земля придавала ему силу в третьем фильме — без неё делался слабее, а на чужбине вообще с ног валился (правда, со временем выяснилось, что данный факт — не более, чем психологическая проблема Ильи: на самом деле силу ему придавала любая земля, в том числе чужеземная; поэтому в следующих фильмах сила Муромца всегда была на высоте и не зависела от географии и состава землицы). Любит свою жену-красавицу Алёнушку — хрупкую, но смелую и самостоятельную. Имеет коня Бурушку, чья сила зависит от длины его волшебной гривы. Верит в приметы и думает, что разбирается в них профессионально. Самый душевный, но самый бескомпромиссный богатырь. В отличие от других, изначально строг к князю.

Озвучивают: Валерий Соловьёв (3 фильм), Дмитрий Быковский (с 4-го фильма)
- Гай Юлий Цезарь — он же просто Юлий, фантастический конь Алёши Поповича, который умеет разговаривать. Очень энергичен и коммуникабелен, хотя довольно-таки труслив. Родной город — Новгород. Там он прочёл много книг, потому нарёк себя в честь римского полководца. Очень ревнив и обидчив.

Озвучивает: Дмитрий Высоцкий
- Князь Киевский — правитель всея Руси. Хитёр, жаден, при этом сначала был трусоват, но с каждым фильмом постепенно становился всё более доблестным и благородным. Бывший должник Колывана. В 11-м фильме удочерил девочку Фросю и в теле коня проявил себя настоящим воином в битве с немецкими захватчиками.

Озвучивает: Сергей Маковецкий
- Змей Горыныч — трёхглавый красный дракон, один из главных героев. Старый друг Добрыни Никитича. Врёт, не задумываясь о последствиях, немного глупый из-за растроения личности, но весёлый и гостеприимный. Любит морковь. В отличие от сказок, в мультфильме является положительным героем, хоть изначально проявил себя не с лучшей стороны. Бывший должник Колывана. У каждой из голов один голос, но в разных интонациях.

Озвучивает: Олег Куликович
- Любава — 16-летняя девушка, жена Алёши.

Озвучивает: Лия Медведева
- Алёнушка — жена Ильи, журналистка-феминистка.

Озвучивает: Екатерина Гороховская (3 фильм), Мария Цветкова (4-8, 10 и 12 фильмы)
- Настасья Филипповна — жена Добрыни. Нередко грозит мужу переездом к маме из-за того, что тот уделяет ей мало времени.

Озвучивает: Елена Шульман (2, 4-8 фильмы), Юлия Зоркина (10 и 12 фильмы).
- Тихон — дядька (наставник) Алёши Поповича.

Озвучивает: Анатолий Петров
- Бабуля — бабушка Любавы. Ходит вечно нагнувшись и сутулится. Недолюбливает Алёшу, называет его «непутёвым».

Озвучивает: Наталья Данилова (1, 4-5 фильмы), Юлия Зоркина (12 фильм)
- Елисей, он же Елисей Силович — один из главных героев второго и девятого мультфильмов. Молодой гонец, мечтающий о подвигах, однако при каждой попытке совершить подвиг попадает в плен, и Добрыне приходится его вызволять. В конце второго фильма женится на Забаве.

Озвучивает: Юрий Тарасов

- Тугарин Змей — злой, жадный полководец, командующий армией варваров монголо-татар. Появился только в 1-м фильме . После поражения был посажен в клетку в Киеве.
- Забава Путятична — княжна и любимая племянница князя Киевского по линии брата. Желает выйти замуж по любви. Её возлюбленный — гонец Елисей, женой которого она впоследствии и стала.

Озвучивает: Екатерина Гороховская
- Дуб — волшебное дерево-лотерея, предлагающее сыграть всем прохожим, обещая в награду два полцарства. В первом фильме едва не содрал шкуру с проигравшего ему коня Юлия, в шестом обманом выиграл у Князя Киев. Имеет двух сподручных громил.

Озвучивает: Анатолий Петров (1 фильм), Дмитрий Нагиев (6 фильм)
- Живодёры — близнецы, слуги Дуба. Бывшие студенты.

Озвучивает: Олег Куликович, Константин Бронзит (1 фильм), Михаил Хрусталёв (6 фильм)
- Антип Викторович — лучший боярин и помощник Князя. Окончил художественную школу.

Озвучивает: Юрий Кузнецов (3 фильм), Игорь Шибанов (4 фильм), Александр Боярский (6 фильм), Анатолий Петров (с 7-го фильма)
- Баба-Яга — потомственная ведьма в шестом поколении. Корыстолюбивая, но не такая злая, как в сказках. Должница Колывана. Сначала хотела себе дачу под Киевом, но после того, как её с Колываном каверзы потерпели неудачу, решила, что останется жить на Кудыкиной горе, чтобы и дальше «экологию улучшать». В следующем фильме со своим участием на время захватила власть в Киеве в облике фрейлины.

Озвучивает: Наталья Данилова (2 фильм), Елизавета Боярская (5 и 11 фильмы) и Юлия Зоркина (12 фильм)
- Колыван — алчный и лживый купец, имеющий «тайную силу» в играх. На протяжении всех фильмов с его участием думает только о собственной выгоде, ради которой шантажирует других героев и идёт на различные ухищрения и союзы.

Озвучивает: Андрей Толубеев (2 фильм), Фёдор Бондарчук (5 фильм)
- Василевс — император Византии, правящий ею из Царьграда и желающий расширения своих владений. Со слов Князя, приходится ему «братом по императорской крови». Главный антагонист 3-го и 10-того фильмов . Возможно на момент событий 11-того фильма был повержен армией султана Рашида и Шаха, а его империя стала принадлежать восточным землям султана.

Озвучивает: Олег Табаков (3 фильм), Александр Боярский (9 фильм)
- Слон Бизнес — помогал Илье сражаться с войском Василевса в 3-м фильме. Потом вместе с Ильёй и Князем переехал в Киев.
- Мама Ильи Муромца — заботливая и гостеприимная, хочет, чтобы её сын скорее женился.
- Глухая старуха с клюкой — два раза победила Соловья-Разбойника. Как и Илья, верит в приметы.
- Антип — помощник Князя Киевского.
- Одноглазый разбойник — главный помощник Соловья-Разбойника, подкарауливший со своей шайкой Илью и князя в лесу. Появился только в 3-го и 10-том фильмах.
- Палач — прислужник Василевса. Чаще всего молчит и носит красную маску . В 11-том фильме служил султану Рашиду .

- Соловей-Разбойник — преступник, терроризирующий простых крестьян. Постоянно попадает в тюрьму благодаря Илье Муромцу, но каждый раз освобождается Князем под залог. После очередного освобождения сбежал в Византию, где и живёт по сей день. Соловей не может применять свою силу свиста, если у него не хватает зубов. В 9-том фильме он помог Елисею и богатырям против Василевса. Потом Князь с него снял все обвинения

Озвучивает: Андрей Толубеев (3 фильм), Максим Сергеев (9 фильм)
- Святогор — бывший богатырь. «Хромает» памятью.

Озвучивает: Иван Краско
- Поп Ростовский — отец Алёши Поповича.Озвучивает: Иван Краско
- Медведь  - крупный дрессированный медведь ; впервые появился на рынке в 7-мом фильме ; а также в 10-том фильме в его шкуре был человек , танцующий на улице под балалайку.
- Козочка - белая наглая коза ; домашнее животное мамы Ильи. Появилась в 6-том, 11-м и  13-том фильмах .

## Новеллизации
В 2017 году Наталья Каменских создаёт новеллизацию «Три богатыря и принцесса Египта». Сюжет книги следует событиям мультфильма с такой же хронологией, но с некоторыми уточнениями (приводятся, например, имена разбойников). Кадры из мультфильма легли в основу иллюстраций.

## Признание

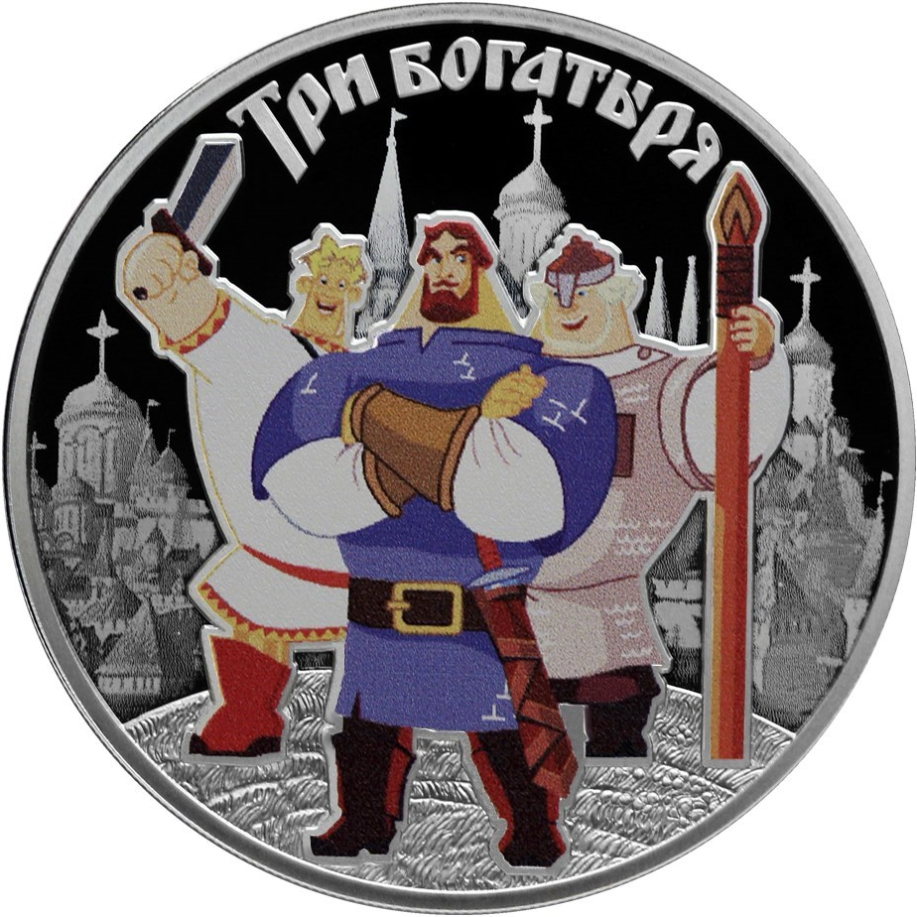
Памятная монета 3 рубля Банка России, 2017

28 декабря 2017 года Банк России выпустил в обращение памятные монеты серии «Российская (советская) мультипликация», посвящённые мультфильмам про трёх богатырей: одну серебряную номиналом 3 рубля и две из недрагоценных металлов номиналом 25 рублей в обычном и специальном исполнении соответственно.

## Отзывы и оценки
| Фильм                              | Кинопоиск | Критиканство     | IMDb   |
| ---------------------------------- | --------- | ---------------- | ------ |
| Алёша Попович и Тугарин змей       | 7.9/10    | 77 (5 рецензий)  | 7.1/10 |
| Добрыня Никитич и Змей Горыныч     | 7.6/10    | 64 (8 рецензий)  | 7.0/10 |
| Илья Муромец и Соловей-разбойник   | 7.3/10    | 65 (2 рецензии)  | 6.8/10 |
| Три богатыря и Шамаханская царица  | 7.0/10    | 71 (12 рецензий) | 6.3/10 |
| Три богатыря на дальних берегах    | 5.7/10    | 66 (12 рецензий) | 5.1/10 |
| Три богатыря: Ход конём            | 5.9/10    | 43 (5 рецензий)  | 5.2/10 |
| Три богатыря и морской царь        | 5.8/10    | 62 (10 рецензий) | 4.7/10 |
| Три богатыря и принцесса Египта    | 6.0/10    | 62 (9 рецензий)  | 4.4/10 |
| Три богатыря и наследница престола | 7.2/10    | 72 (3 рецензии)  | 5.6/10 |
| Конь Юлий и большие скачки         | 7.4/10    | 57 (6 рецензий)  | 5.4/10 |
| Три богатыря и Конь на троне       | 7.5/10    | 56 (4 рецензии)  | 5.5/10 |
| Три богатыря и Пуп земли           | 6.9/10    |                  | 4.8/10 |
| Три богатыря: Ни дня без подвига   | 7.5/10    |                  | 5.5/10 |

## Анализ
Появление цикла мультфильмов о трёх богатырях характеризует новый виток интереса к богатырской теме, который произошёл в начале 2000-х годов. В мультфильмах парадоксально сочетается использование западного формата и современного масскульта.
В мультфильмах широко используются интертекстуальные маркеры, которые создают комический эффект и устанавливают связь между персонажами и зрителями. Персонажи используют деловой стиль и профессиональные жаргоны («Вече объявляю закрытым»), фразы из бытовой сферы («Ты просто боишься серьёзных отношений»), цитируют кинофильмы («А тебя, Добрыня, я попрошу остаться», «А теперь горбатый. Я сказал — горбатый!»), художественную литературу и фольклор («Был русский дух, да весь вышел», «Я вас породила, я вас и убью»), делают отсылки к историческим фактам (события Первой мировой войны и Отечественной войны 1812 года).